# Adana kebap

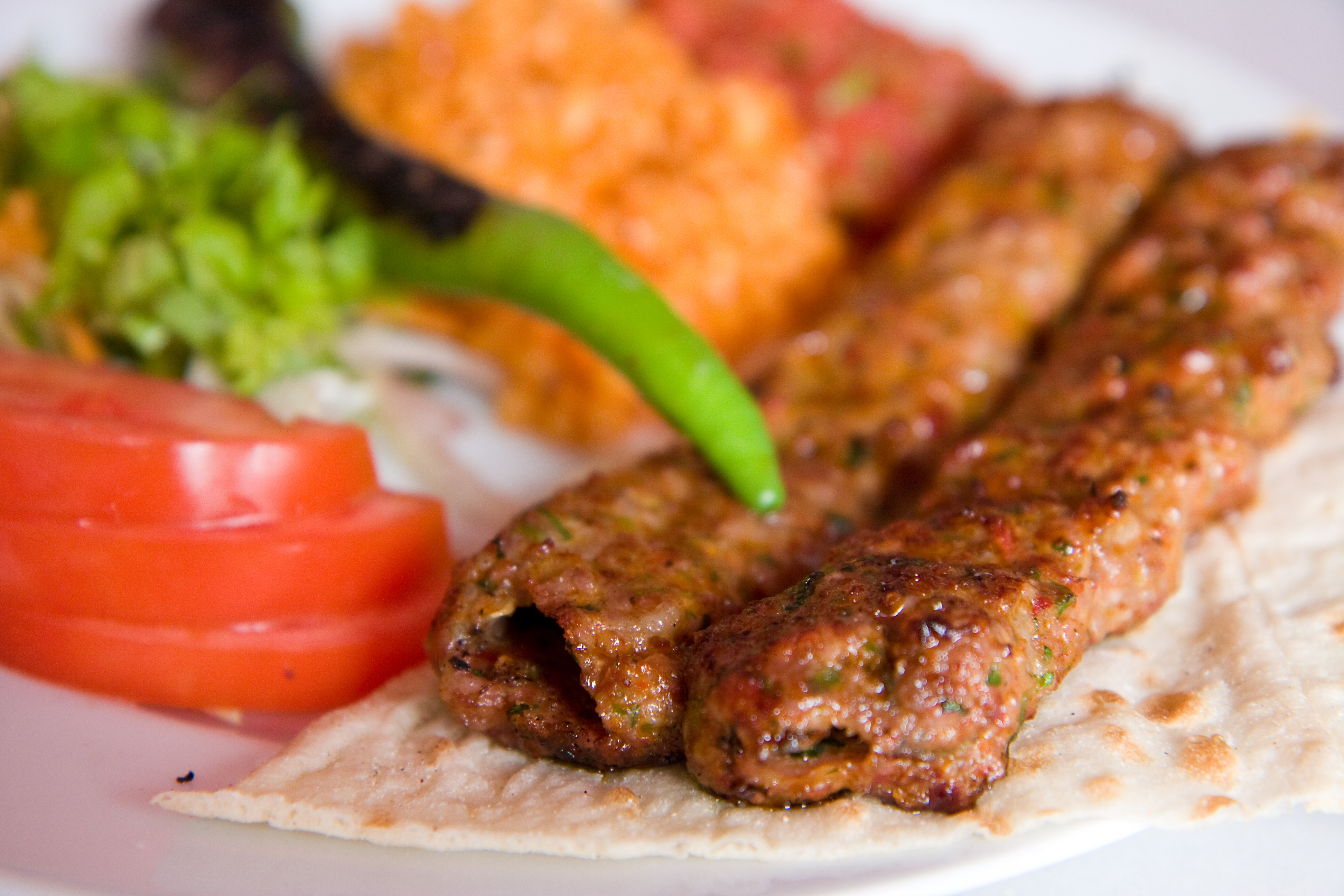
Adana kebap.

Adana kebap é um prato típico da culinária da Turquia, mais concretamente da cidade de Adana, na Região do Mediterrâneo.
Consiste numa espetada de carne picada, normalmente de borrego, assada no carvão e temperada com pimenta e pimentão, entre outros condimentos, que lhe confere um sabor picante. A carne de borrego é frequentemente misturada com gordura da cauda, para acentuar o sabor. Também pode ser usada carne de bovino, que, por sua vez, também pode ser misturada com gordura da cauda de borrego.
Pode ser acompanhado por tomates e malaguetas verdes assados, assim como por salsa, iogurte e pão turco pide.